# マロン人
マロン人（Malons）はアメリカのSFテレビドラマ『スタートレック』シリーズに登場する架空のヒューマノイド型異星人。

## 身体
小太りな体型とボサボサで長めの髪が特徴。性格は利己的で、他の異星人の迷惑を考えない。

## 文化
マロン人は美しい母星を持っているが、文明で使われるエネルギーの廃棄物として有害なシータ放射線を産み出す。彼らにはそれを浄化する技術がまだ無く、母星から離れた星へそれを廃棄することを繰り返している。近場の星へはすでに捨て尽くしてしまったらしく、かなり広い領域まで進出し廃棄を行っているようだ。無人惑星に廃棄する決まりになっているようだが、中には異星人が生活する領域で平然と廃棄を行う者もいる。この仕事は長い間放射能に晒される為、寿命を縮めてしまう危険なものだが、母星での仕事の何倍もの高給が約束されている。

## 戦闘スタイル
彼らが使用する廃棄物輸送船は戦艦並みの火力を持つ。船自体は高性能とは言えないが、彼らが運搬している廃棄物のシータ放射線を船外に放出することで、敵船のシールドを一時的に消失できるのと同時に様々な機器類に不具合を生じさせることができる為、戦闘となれば厄介な相手である。ただし敵対行動を取らない限り、マロン側から攻撃を仕掛けてくることはあまりない。